# Дунай-Ключ
Дуна́й-Ключ (рос. Дунай-Ключ) — селище у складі Біловського округу Кемеровської області, Росія.
Стара назва — Дунаєвка.

## Населення
Населення — 288 осіб (2010; 338 у 2002).
Національний склад (станом на 2002 рік):
- росіяни — 95 %